# Joseph-André Motte
Joseph André Motte (6 de enero de 1925 en Saint-Bonnet-en-Champsaur, Hautes-Alpes; 1 de junio de 2013 en París) es un diseñador y arquitecto de interiores francés.

## Obras públicas en Francia
Lista no exhaustiva:
- 1952, Estación marítima de Boulogne Sur Mer
- 1954-1961, Aeropuerto de Paris-Orly, Terminal Sud, Orly
- 1960, Centro Administrativo del Puerto de le Havre
- 1961-1963, Casa de la radio de Paris
- 1963-1964, Estación marítima Le Havre
- 1963, Transatlántico SHALOM (cabinas de lujo, centro comercial, Capilla)
- 1963/1974, Car Ferry SNCF CHARTRES (cabinas, commercios,
- 1965, Centro Administrativo del Puerto de Dunkerque]]
- 1965, Centro Administrativo del Puerto de Estrasburgo
- 1965-1966, Prefectura Val-d'Oise]], Cergy Pontoise
- 1967-1968, Aeropuerto Le Havre-Octeville,
- 1967-1968, Centro Administrativo de las Grandes obras de Marsella (GTM)
- 1968, Prefectura de la Sena
- 1968-1969, Ayuntamiento Grenoble
- 1968-1969, Torre de vigía Fos Sur Mer / Puerto de Marsella
- 1968-1969, Prefectura de Calvados, Caen
- 1969-1970, Ayuntamiento de Bondy
- 1969-1970, Oficina de Dirección Aéroports de Paris (Aeropuertos de París)
- 1970-1975 Roissy 1, Aeropuerto de París-Charles de Gaulle
- 1971-1972, Oficina de Dirección RATP, Paris
- 1971-1972, París-Orly, Orly Ouest Commercios, Tránsito, Paris
- 1973-1977, Consejo de Europa, Estrasburgo
- 1973-1983, Estaciones metro de París
- 1975-1976, Aeropuerto Satolas, Lyon
- 1975-1976, Ayuntamiento Quevilly
- 1976-1981, Roissy 2,  Paris-Charles de Gaulle

## Obras en el extranjero
•	1963, Palacio de la Presidencia, Bamako, Malí
•	1964 Grand Hôtel de l'Amitié, Bamako, Mali
- 1965 Decoración Asamblea Nacional Bamako, Mali
- 1971-1972 Resort de vacaciones CNRO Monastir, Túnez
- 1971-1974 Hotel El Aurassi, Argelia
- 1975-1977 Decoraciones de serie para la hostelería, Argelia
- 1975-1977 Universidad de Ciencias de Bab Ezzouar, Argelia
- 1976-1977 Hotel Tipaza, Les Andalouses, Saida, Guelma, Argelia
- 1976-1978 Renovación Grand Hôtel de l'Amitié de Bamako, Mali
- 1973-1974 Estudios Casa de la Radio de Côte d'Ivoire, Abiyán
- 1979-1980 Hotel Maya-Maya, Brazzaville]], Congo

## Premios
- Medalla de plata Xe et XIe Triennale de Milán (1954) - (1957)
- 1° Premio del Concours National du Centre Technique du Bois (1956),
- Premio René Gabriel (1957),
- Gran Premio de la Exposición General de primera categoría de Bruselas de 1958
- 1° Premio del Concours des Glaces de Boussois (1960),
- Ganador del Premio Concours Mazda, Fórmica, Surnyl (1960/1964),
- Medalla de plata, Medalla de oro, la Medalla de honor de la Société d'Encouragement à l'Art et à l'Industrie (1957,1958, 1965),
- Premio Compasso d'Oro (1970),
- Oficial de la Orden de las Artes y las Letras (1971)
- Medalla de Arquitectura III de Academia de Arquitectura francesa (1982),
- Comendador de la Orden de las Artes y las Letras (1990)